# Daïra de Birtouta
La Daïra de Birtouta ou Circonscription administrative de Birtouta est une wilaya déléguée de la wilaya d'Alger dont le chef-lieu est la ville éponyme de Birtouta.

## Walis délégués
Le poste de wali délégué de la wilaya déléguée de Birtouta a été occupé par plusieurs personnalités politiques nationales depuis sa création.
| N° | Wali délégué       | Début             | Fin               | Wilaya de Naissance |
| -- | ------------------ | ----------------- | ----------------- | ------------------- |
| 01 | Amar Madaci        | 2 août 1997       |                   |                     |
| 02 | Youcef Haffar      | 13 août 2000      | 11 août 2005      |                     |
| 03 | Salah Cherradi     | 11 août 2005      | 30 septembre 2010 |                     |
| 04 | Fatma Zohra Raïs   | 30 septembre 2010 | 22 juillet 2015   |                     |
| 05 | Mokhtar Benmalek   | 22 juillet 2015   | 26 Janvier 2020   |                     |
| 06 | Nachida Belheouane | 26 Janvier 2020   | En cours          |                     |

## Communes
La daïra de Birtouta est constituée de trois communes :
1. Birtouta
2. Ouled Chebel
3. Tessala El Merdja